# 1155
Năm 1155 trong lịch Julius.